# László Gubík
László Gubík (maďarsky Gubík László; * 1986, Levice) je maďarsko–slovenský aktivista, historik, právník a politik žíjící na Slovensku. Od září 2024 je předsedou politické strany Maďarská aliancia.

## Biografie
Narodil se roku 1986 ve městě Levice v tehdejší Československé socialistické republice (ČSSR) do maďarské rodiny. V roce 2006 odmaturoval na Gymnáziu s maďarským vyučovacím jazykem v Levicích a pokračoval ve studiu práv na Univerzitě Loránda Eötvöse v Budapešti. Mezi lety 2009 a 2010 byl studentem na univerzitě v bavorském Řezně. 

### Politická kariéra
V roce 2005 vstoupil do skupiny Via Nova ICS, což byla mládežnická organizace Strany maďarskej koalície (SMK-MKP). V roce 2007 byl zvolen předsedou základní organizace okresu Levice, v roce 2009 místopředsedou celostátní organizace. Od roku 2011 je celostátním předsedou Via Nova ICS, v této funkci ho v roce 2014 potvrdil i kongres. Byl předsedou místní organizace SMK-MKP a později Maďarské aliancie v Levicích. Aktivně se podílí na chodu Reviczkyho sdružení (maďarsky Reviczky Társulás) a Rákócziho svazu (maďarsky Rákóczi Szövetség) a na kulturních a společenských organizací Csemadoku. Je rovněž zakladatelem a ředitelem Esterházyho akademie (maďarsky Esterházy Akadémia).
V roce 2014 byl Gubík v rámci solidarity umístěn na symbolickém 21. místě kandidátní listiny pravicové koalice Fidesz–KDNP pro volby do Evropského parlamentu v Maďarsku.
V září 2024 se stal předsedou mimoparlamentní strany Maďarská aliancia na Slovensku.

## Soukromý život
Do mezinárodního povědomí se dostal v srpnu 2011, kdy veřejně oznámil, že jako slovenský Maďar převezme maďarské státní občanství, za což jej slovenské úřady začaly šikanovat a odebraly mu občanství Slovenska. Na protestním shromáždění konaném 1. září 2011 v jihoslovenském Komárně byl prvním řečníkem.

## Ocenění
- Szabadság Díj (2011)
- Széchenyi Társaság Díja (2015)